# HyperLobby
HyperLobby é um software designado para a simulação de combates aéreos, utilizando simuladores como o Falcon 4.0 Allied Force, Lock On, IL2 Sturmovik, entre outros. O programa cria servidores para a simulação aérea de combate, o serviço é totalmente gratuito e o acesso feito a partir de um login e uma senha obtidas após a criação de uma conta no site oficial do desenvolvedor. Após a conexão o jogador escolhe um servidor, criado por outros jogadores, como numa rede P2P. O jogo mais jogado é IL2 Sturmovik 1946.
O HyperLobby é compatível com aproximadamente 15 jogos focados especialmente na simulação de combate aéreo.